# 山下昌宏
山下 昌宏（やました まさひろ、1958年（昭和33年）3月5日 - ）は、株式会社クレディセゾン代表取締役社長最高執行責任者。

## 人物・経歴
東京都出身。1981年専修大学商学部卒業、西武クレジット（現クレディセゾン）入社。2003年カード部長。2005年営業計画部長。2009年ソリューション三部長。2010年取締役に昇格。2011年取締役カード事業部長。2012年常務取締役カード事業部長兼アライアンス開発部担当。2016年専務取締役システム企画部管掌兼カード事業部長兼アライアンス開発部・ペイメント営業部担当。2019年から代表取締役社長COOを務め、新規事業を進めた。